# Divaldo Mbunga
Divaldo Mbunga (Luanda, 4 de setembro de 1985) é um basquetebolista profissional angolano, atualmente joga no Montana State University.